# Острувек (гміна Клембув)
Острувек (пол. Ostrówek) — село в Польщі, у гміні Клембув Воломінського повіту Мазовецького воєводства.
Населення — 2172 особи (2011).
У 1975-1998 роках село належало до Остроленцького воєводства.

## Демографія
Демографічна структура станом на 31 березня 2011 року:
|          | Загалом | Допрацездатний вік | Працездатний вік | Постпрацездатний вік |
| -------- | ------- | ------------------ | ---------------- | -------------------- |
| Чоловіки | 1074    | 259                | 713              | 102                  |
| Жінки    | 1098    | 222                | 638              | 238                  |
| Разом    | 2172    | 481                | 1351             | 340                  |